# AS Cherbourg

Logo

Die Association Sportive de Cherbourg Football ist ein französischer Fußballverein aus Cherbourg-en-Cotentin, einer Hafenstadt in der Normandie.

## Geschichte
Gegründet wurde er 1906 als Stella de Cherbourg. Diesen Namen trug der Klub bis 1945; dann hieß er nach einer Fusion von elf örtlichen Vereinen AS Cherbourg-Stella und nahm 1960 seinen heutigen Namen an. Die Vereinsfarben sind Blau und Weiß; die Ligamannschaft spielt im Stade Maurice Postaire, das eine Kapazität von 7.000 Plätzen aufweist.
Vereinspräsident ist Gérard Gohel; die erste Mannschaft wird derzeit von Jean-Marie Huriez trainiert. (Stand: August 2011)

### Ligazugehörigkeit
Profistatus hat Cherbourg 1960–1967 besessen, indem der Verein 1960 dem FC Sète dessen Platz im Profilager abkaufte. Erstklassig (Division 1, seit 2002 in Ligue 1 umbenannt) spielte der Klub noch nie; zur Saison 2013/14 ist er wieder in die vierte Liga abgestiegen.

## Erfolge
- Französischer Meister: bisher Fehlanzeige
- Französischer Pokalsieger: bisher Fehlanzeige

## Bekannte Spieler in Vergangenheit und Gegenwart
- Papiss Demba Cissé
- Richmond Forson
- Jules Sbroglia
- Jacques Simon
- Édouard Mendy